# Dominado
Dominado  é uma canção da cantora brasileira Gilmelândia, lançada em 4 de agosto de 2008.

## Composição
A canção foi composta e produzida por Rick Bonadio, conhecido pelos trabalhos com grandes nomes da música brasileira como NX Zero, Rouge, LS Jack, Strike e Daniela Mercury, explorando um gênero pouco conhecido no Brasil, o reggaeton, popular em toda América Latina.

## Videoclipe
O vídeo da canção foi gravado em estúdio, na cidade de Salvador, na Bahia, em agosto de 2008, sendo dirigido por Paulo Trevisan. No vídeo Gilmelândia aparece cercada por dançarinos coreografando a canção, tendo cenas solo cantando com diversas trocas de roupas.

## EP
Em 23 de janeiro de 2009 a cantora deu uma entrevista ao Carnasite anunciando estava gravando um novo álbum, marcando o terceiro retorno da cantora à Universal Music, gravadora que à lançou com a Banda Beijo e que realizou o trabalho Gilmelândia - Ao Vivo. A ideia original de Gilmelândia era lançar as canções em um pendrive, uma forma alternativa de que o público pudesse comprar o trabalho com um preço acessível, porém isso nunca veio à se realizar. O trabalho acabou sendo lançado no Myspace da cantora apenas na forma de download digital com quatro faixas apenas, tendo como produtor Rick Bonadio e as influências além do axé music, o rock, reggaeton e música eletrônica. O álbum físico nunca chegou a ser lançado, sendo cancelado.